# Dorfkirche Drebsdorf
Die evangelische Dorfkirche Drebsdorf steht im Ortsteil Drebsdorf der Gemeinde Südharz im Landkreis Mansfelder Land in Sachsen-Anhalt. Sie gehört zum Pfarrbereich Obersdorf im Kirchenkreis Eisleben-Sömmerda der Evangelischen Kirche in Mitteldeutschland.

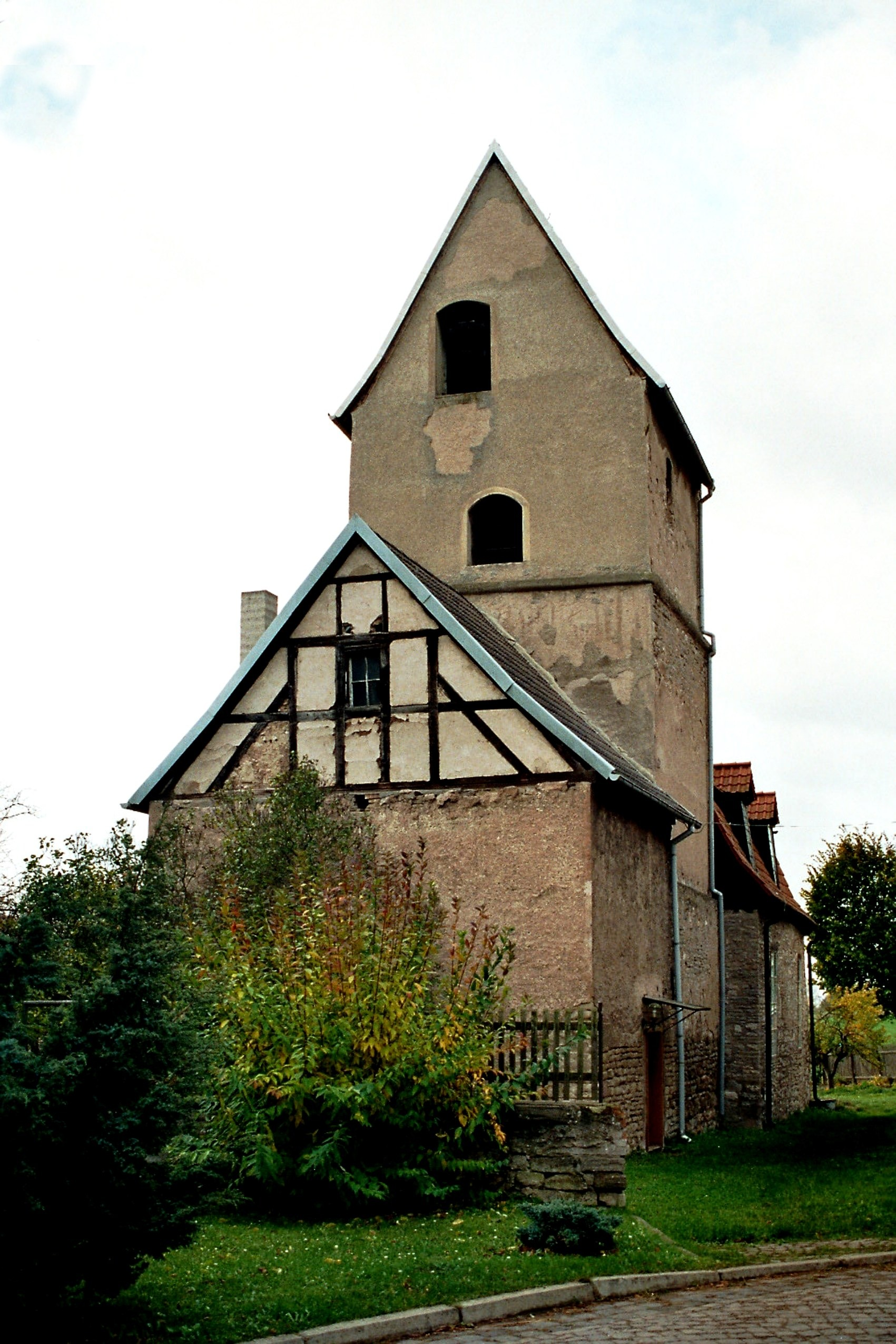
Dorfkirche Drebsdorf

## Geschichte
Der Chorturm aus Bruchsteinmauerwerk geht auf ein mittelalterliches Bauwerk mit Wehrcharakter zurück, wie (heute zugemauerte) Schlitzluken vermuten lassen. Das heutige Kirchenschiff wurde in romanischer oder frühgotischer Zeit westlich an den Turm angebaut. Es gibt noch angedeutete Rundbogenfenster. Spätere An- und Umbauten verwischten viele Zeugnisse vergangener Tage, Jahre und Epochen. 
Eine Besonderheit befindet sich östlich des Turmes. Dort war einst das Pfarrhaus ab dem 13. Jahrhundert eingerichtet. Über der ebenerdigen Winterkirche befinden sich noch zwei Geschosse, die über den Turmaufgang erreichbar sind.
Kirche und Pfarrhaus sind miteinander durch den Turm hindurch verbunden, daher ist der Turm über das Pfarrhaus begehbar.